# Alpi Settentrionali di Stiria
Le Alpi Settentrionali di Stiria (in tedesco Steirische Nordalpen) sono una sezione delle Alpi. Secondo la classificazione SOIUSA, appartengono al settore delle Alpi Nord-orientali. La vetta più alta è l'Hochtor (2.369 m).
Prendono il nome dalla Stiria, regione dell'Austria. Oltre che nella Stiria si estendono in parte anche in Alta Austria e Bassa Austria.

## Classificazione
Secondo la Partizione delle Alpi del 1926 questa sezione alpina era parte delle più ampie Alpi austriache.
Secondo la SOIUSA sono una sezione alpina a sé stante.

## Geografia
Confinano a nord con le Alpi della Bassa Austria, a est e sud-est con le Prealpi di Stiria, a sud-ovest con le Alpi dei Tauri orientali e a nord-ovest con le Alpi del Salzkammergut e dell'Alta Austria.
Non sono collocate lungo la catena principale alpina ma si staccano dalle Alpi dei Tauri orientali allo Schoberpass.

## Suddivisione
Si possono suddividere in due sottosezioni e sei supergruppi:
- Alpi dell'Ennstal
  - Haller Mauern
  - Gesäuse
  - Alpi dell'Eisenerz
- Alpi Nord-orientali di Stiria
  - Gruppo dell'Hochschwab
  - Alpi di Mürzsteg
  - Catena Rax-Schneeberg

## Montagne

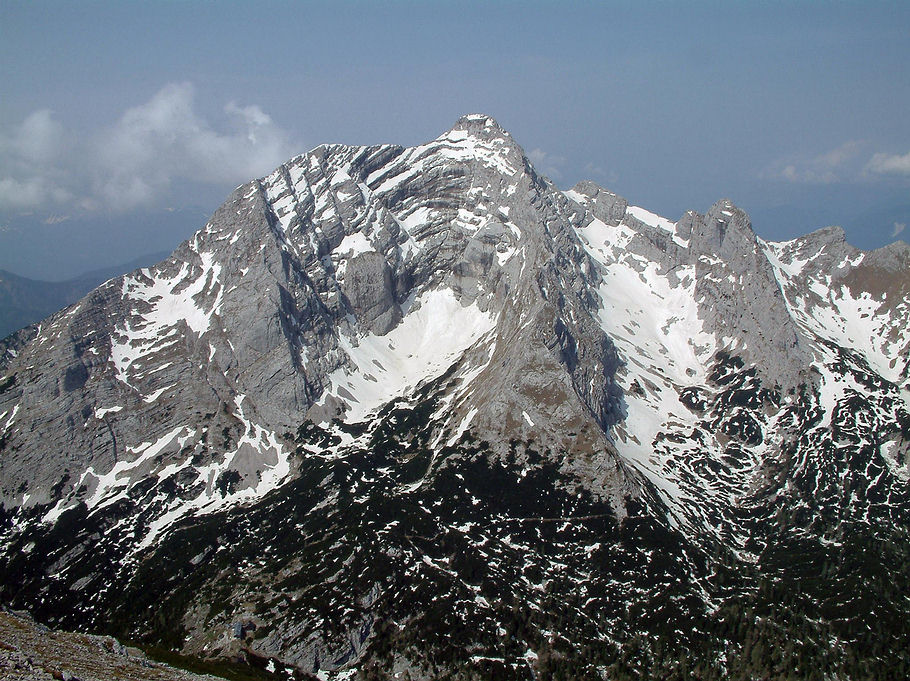
L'Hochtor visto da ovest.

Alcune delle montagne principali della sezione sono:
- Hochtor - 2.369 m
- Hochschwab - 2.278 m
- Schneeberg - 2.076 m